# Независим политик
Независим или безпартиен политик е политик, който не е свързан с никоя политическа партия или бюрократична асоциация.
Някои политици имат политически възгледи, които не са в съответствие с платформите на никоя политическа партия, и затова избират да не се обвързват с тях. Някои независими политици може да са свързани с дадена партия, може би като бивши нейни членове, или пък да имат възгледи, които са в съответствие с нея, но да изберат да не се застъпват от нейно име или да не могат да го направят, защото въпросната партия е избрала друг кандидат. Други може да принадлежат или да подкрепят политическа партия на национално ниво, но вярват, че не трябва официално да я представляват (и следователно да бъдат подчинени на нейните политики) на друго ниво.
Когато се кандидатират за обществена длъжност, независимите кандидати избират понякога да сформират партия или съюз с други независими и могат официално да регистрират своята партия или съюз. Дори когато се използва думата „независим“, подобни съюзи имат много общо с политическа партия, особено ако има организация, която трябва да одобри „независимите“ кандидати.

## Предимства
Има няколко причини, поради които един политик може да се кандидатира като независим кандидат:
- Независимите могат да поддържат центристка гледна точка между други кандидати-представители на големи политически партии. Понякога имат по-екстремна гледна точка от всяка голяма партия. Тяхната идеология може да съдържа идеи от двете страни на политическия спектър или може да има свой собствен възглед, основан на въпроси, които не се подкрепят от другите кандидати-представители на политически партии.
- В някои страни (например Кувейт) политическите партии са незаконни и всички кандидати действат като независими.[1]